# 河成奉
河 成奉（ハ・ソンボン、하성봉、1981年 - ）は、韓国の囲碁棋士。釜山広域市出身。

## 経歴
- 2008年世界アマチュア囲碁選手権戦優勝[1]